# Hemiscyllium halmahera
Hemiscyllium halmahera G.R. Allen, M.V. Erdmann, C.L. Dudgeon, 2013 è uno squalo della famiglia Hemiscylliidae presente in Indonesia. Questa specie è stata descritta sulla base di due esemplari raccolti presso l'Isola Ternate nel 2013.

## Morfologia
H. halmahera è lungo circa 70 cm. Il suo corpo ha una forma molto affusolata; le pinne dorsali sono molto arretrate e la pinna caudale è sottile e arrotondata.

## Distribuzione e habitat
Questo squalo vive nelle acque poco profonde (circa 10 m) lungo l'arcipelago indonesiano. Si tratta di acque calde e con presenza di coralli: si crede quindi che siano l'habitat preferito di questa specie.

## Comportamento
Questo pesce si sposta strisciando sul fondale utilizzando le sue pinne caudali e anali, andando in cerca di crostacei di cui cibarsi. Conduce perciò una vita bentonica e abbastanza sedentaria.
Depone le uova sotto le sporgenze coralline.